# 董艷芳
董艷芳（Tung Yim Fun，—1965年7月8日），香港女瞽師(盲人粵曲歌唱家)，她的丈夫是黃寶毅先生。20世紀50年代，香港麗的呼聲每逢星期二、星期四及星期六播出《歌唱小說》節目，由董艷芳師娘主唱，譚惜萍負責撰曲，董艷芳師娘彈楊琴自唱一段約10分鐘的南音敘述小說本事，才由花旦麥雪貞以子喉與她對唱整齣粵曲。幾年後董艷芳師娘得重病逝世後，由甘明超接替她的角式。董艷芳師娘不幸在1965年7月8日(星期四)晚上於東華醫院病逝，1965年7月10日(星期六)下午1時在香港殯儀館大殮，卜葬跑馬地天主教聖彌額爾墳場。

## 香港電影
- 香港電影資料館有關董艷芳師娘參演電影的記錄[永久]
- 1949年10月：《黃飛鴻傳下集》，演唱粵語主題曲《夢霞秋怨》；
- 1949年12月：《生死同心》戲裡客串演唱插曲。